# Move On
Move On er en amerikansk stumfilm fra 1903.